# Thiếu nữ đánh cờ vây
Thiếu nữ đánh cờ vây (nguyên tác tiếng Pháp: La joueuse de go) là một tiểu thuyết của Sơn Táp, một nhà văn người Pháp gốc Trung Quốc. Tác phẩm này được Éditions Grasset xuất bản lần đầu vào năm 2001 và đoạt giải Goncourt dành cho học sinh trung học (Prix Goncourt des lycéens) của năm đó. Đây cũng là tác phẩm đầu tiên của cô được xuất bản bên ngoài Pháp.

## Cốt truyện
Bối cảnh truyện diễn ra ở những năm 30 thế kỷ 20, khi mà tình hình chiến sự Trung - Nhật trở nên căng thẳng. Nội dung truyện lần lượt lời tự thuật xen kẽ của hai nhân vật: một là của một sĩ quan Nhật Bản và một là của cô gái trẻ người Trung Quốc. Viên binh sĩ sinh trưởng trong một gia đình danh giá, bản thân chàng trai là một con người yêu nước nhưng kiêu ngạo và có phần sợ sệt trước cảnh lính Nhật tra tấn người Trung Quốc. Còn cô gái là một cô gái trẻ mới lớn sinh sống ở Mãn Châu, quan tâm nhiều về bản thân hơn tình hình chiến sự xung quanh. Mối dây liên kết hai con người này là những ván cờ vây ở quảng trường Thiên Phong. Chàng trai vì nhiệm vụ bí mật được phái đi thám thính vì biết tiếng Trung, còn cô gái vì niềm vui cá nhân mà cả hai người vô tình tìm đến bàn cờ. Không cần biết đến quá khứ của nhau, họ trở thành tri kỷ của nhau trên bàn cờ. Tuy nhiên, hiện thực tàn khốc về cuộc xâm lược của quân Nhật với Trung Quốc đã đẩy câu chuyện đến với kết thúc đầy tranh cãi...

## Giải thưởng
- Giải Goncourt dành cho học sinh phổ thông năm 2001.
- Giải Kiriyama năm 2004 dành cho văn học hư cấu.[1]

## Bản dịch
Thiếu nữ đánh cờ vây được Tố Châu dịch ra tiếng Việt và được Nhà xuất bản Văn học phát hành không bản quyền kể từ năm 2005 và đã được tái bản nhiều lần. Năm 2013, cuốn sách được Nhã Nam mua bản quyền và tái bản, vẫn liên kết nhà xuất bản Văn học.